# Ozouer-le-Voulgis
Ozouer-le-Voulgis ist eine französische Gemeinde mit 2.002 Einwohnern (Stand: 1. Januar 2022) im Département Seine-et-Marne in der Region Île-de-France. Sie gehört zum Arrondissement Melun und zum Kanton Fontenay-Trésigny (bis 2015: Kanton Tournan-en-Brie). Die Einwohner werden Ozoueriens genannt.

## Geographie

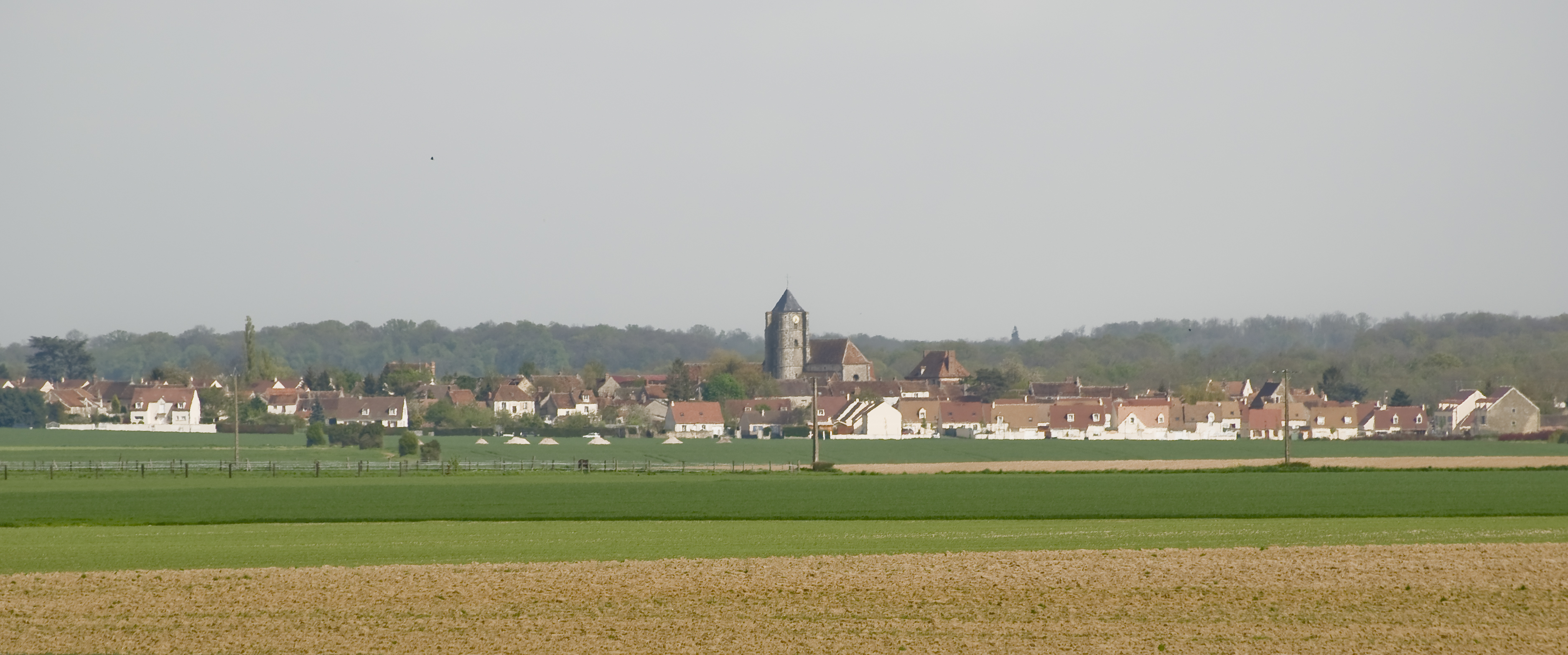
Blick auf Ozouer-le-Voulgis

Ozouer-le-Voulgis befindet sich etwa 30 Kilometer östlich von Paris am Yerres, in den hier der Marsange von rechts und der Avon von links münden. Umgeben wird Ozouer-le-Voulgis von den Nachbargemeinden Courquetaine im Norden und Nordwesten, Liverdy-en-Brie im Norden, Châtres im Nordosten, Chaumes-en-Brie im Osten, Yèbles im Süden sowie Soblers im Westen.

## Geschichte
Zwischen 1973 und 1982 bildeten Ozouer-le-Voulgis und Courquetaine gemeinsam die Gemeinde Ozouer-Courquetaine.

### Bevölkerungsentwicklung
| Jahr                      | 1962 | 1968 | 1975 | 1982 | 1990 | 1999 | 2006 | 2012 |
| Einwohner                 | 999  | 887  | 1013 | 1112 | 1286 | 1544 | 1644 | 1826 |
| Quelle: Cassini und INSEE |      |      |      |      |      |      |      |      |

### Steinbrüche
Bei Ozouer-le-Voulgis gab es mehrere Steinbrüche zum Abbau von Kieselsandstein (franz. Meulière, engl. Gritstone), der als Baumaterial und für die Herstellung von Mühlsteinen genutzt wurde.
Die ersten Steinbrüche gehörten M. Beylier und wurden von ihm zusammen mit M. Gotti und M. Fraisse betrieben. Sie lagen auf einem Feld bei der Pont Clarisse-Mathilde über die Marsange nordöstlich des Bahnübergangs von Jamard. 
Am 24. April 1898 genehmigte der Gemeinderat M. Beylier die Errichtung einer Feldbahn auf der Böschung des Chemin de la Goularderie, um seinen Steinbruch auszubeuten. Der Gemeinderat beschloss am 14. Mai 1899, einen großen kommunalen Steinbruch an der Avenue de la Gare. Dieser Steinbruch wurde während des Ersten Weltkriegs zu einem Lager für österreichische Kriegsgefangene. 
Die meisten Steinbrucharbeiter waren Ausländer, hauptsächlich Italiener und Polen, die oft bei ihrer Ankunft an einem der Bahnhöfe von Paris rekrutiert wurden. Viele von ihnen waren anfangs unter einfachsten Bedingungen in Holzbaracken in La Goularderie oder in der Nähe des Bahnhofs  untergebracht. Die Italiener holten schnell ihre Familien nach, nahmen die französische Staatsbürgerschaft an und ließen sich dauerhaft im Dorf nieder. Im Jahr 1931 lebten in Ozouer-le-Voulgis 122 Ausländer auf 839 Einwohner.
| Jahr               | 1906 | 1911 | 1931 | 1936 |
| Steinbrucharbeiter | 14   | 26   | 46   | 28   |

Der Betrieb der Steinbrüche wurde nach und nach eingestellt, da es keine Absatzmöglichkeiten mehr gab, und das Gelände wurde land- und forstwirtschaftlich erschlossen. Ein Teil des kommunalen Steinbruchs wurde 1901 verfüllt und mit Akazien bepflanzt, von denen einige noch stehen. Während des Zweiten Weltkriegs wurde der Betrieb endgültig eingestellt. 1943 erwarb die Gemeinde das Grundstück von M. Mithouard zum Preis von 6 Franc pro m², um es zu einem Sportplatz umzugestalten. Der Steinbruch am Chemin de la Goularderie wurde zu einem Feld. Der Steinbruch an der Avenue de la Gare wurde zunächst landwirtschaftlich bewirtschaftet und später zu einer Wohnsiedlung. Der Steinbruch im Bois de Vitry, der von M. Baldelli betrieben wurde, ist nach wie vor noch im unverfüllten Originalzustand erhalten, allerdings stark überwuchert.

## Sehenswürdigkeiten
- Kirche Saint-Martin, zwischen 1530 und 1540 erbaut (siehe auch: Liste der Monuments historiques in Ozouer-le-Voulgis)

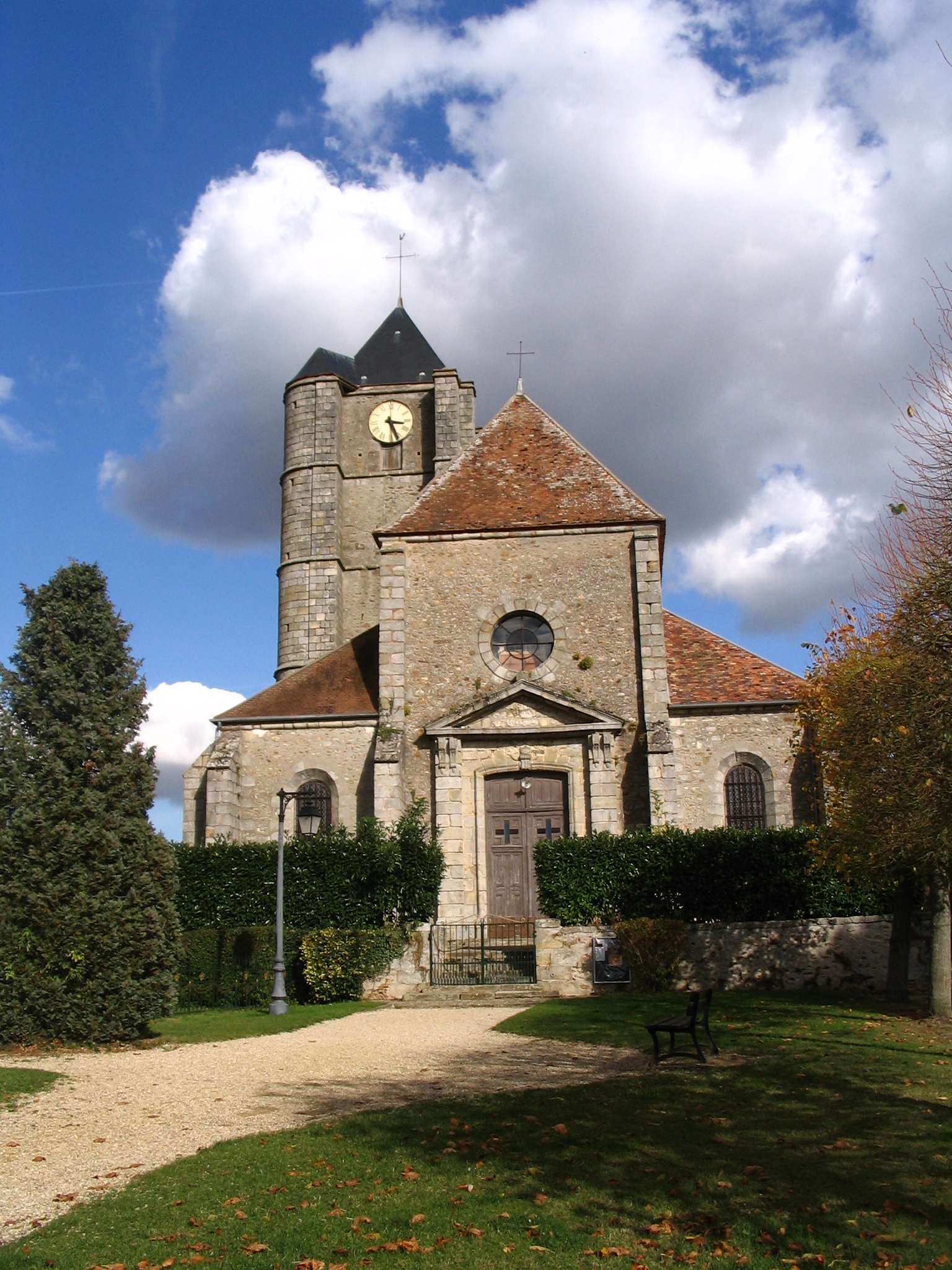
Kirche Saint-Martin

- Waschhaus, erbaut um 1848